# Сидор, Игнатий Александрович
Игна́тий Алекса́ндрович Си́дор (бел. Ігнацій Аляксандравіч Сідар; род. 21 августа 1998, Жодино, Минская область) — белорусский футболист, защитник клуба «Нафтан».

## Карьера
Воспитанник «Торпедо-БелАЗ». За основную команду в Высшей лиге дебютировал в мае 2017 года в матче против «Крумкачей», выйдя на замену.
В 2018 году перешёл в аренду в «Гранит» из Микашевичей. В Первой лиге дебютировал в августе 2018 года в матче против «Житковичей».
В 2019 году отправился в аренду в клуб «Лида» из Первой лиги.
В 2020 году стал игроком «Сморгони». В марте 2021 года подписал контракт с клубом «Крумкачи».
В январе 2022 года стал игроком таджикского «Худжанда». Начало сезона пропустил из-за травмы паха. Дебютировал за клуб 8 мая 2022 года в матче против «Истиклол» за Суперкубок Таджикистана. В чемпионате дебютировал 18 мая 2022 года в матче против «Истаравшана», выйдя на последней минуте матча. В июле 2022 года покинул клуб.
В августе 2022 года перешёл в новополоцкий «Нафтан». Дебютировал за клуб 13 августа 2022 года в матче против петриковского «Шахтёра», выйдя в стартовом составе и отыграв весь матч. Дебютный гол за клуб забил 22 октября 2022 года в матче против пинской «Волны». Вместе с клубом стал чемпионом Первой Лиги.
В феврале 2023 года продлил контракт с новополоцким клубом. Первый матч за клуб сыграл 18 марта 2023 года против солигорского «Шахтёра».

## Достижения
«Нафтан»
- Победитель Первой Лиги: 2022